# Australopithecus deyiremeda
Espèce
Australopithecus deyiremeda est une espèce d'hominidés fossile qui vivait il y a environ 3,4 millions d'années dans le Nord de l'Éthiopie actuelle, à peu près à la même époque et au même lieu qu’Australopithecus afarensis, dont l'un des spécimens est connu sous le surnom de Lucy. Cette espèce d'australopithèques a été décrite en 2015 à partir de fragments de mâchoire et de dents, restes fossiles d'au moins deux individus, découverts en 2011,,.

## Systématique
L'espèce Australopithecus deyiremeda a été décrite en 2015 par le paléoanthropologue éthiopien Yohannes Haile-Selassie et son équipe.

## Publication originale
- (en) Yohannes Haile-Selassie, Luis Gibert, Stephanie M. Melillo, Timothy M. Ryan, Mulugeta Alene, Alan Deino, Naomi E. Levin, Gary Scott et Beverly Z. Saylor, « New species from Ethiopia further expands Middle Pliocene hominin diversity », Nature, NPG et Springer Science+Business Media, vol. 521, no 7553,‎ 27 mai 2015, p. 483-488 (ISSN 1476-4687 et 0028-0836, OCLC 01586310, PMID 26017448, DOI 10.1038/NATURE14448).